# Jakob Kulbin
Jakob Kulbin (* 20. Juli 2005 in Tallinn) ist ein estnischer Biathlet. Er wurde 2022 Jugendweltmeister im Sprint und startet seit 2024 im Weltcup.

## Sportliche Laufbahn
Jakob Kulbin nahm erstmals 2021 an Jugendweltmeisterschaften teil und wurde Achter mit der Staffel sowie 28. der Verfolgung. Im darauffolgenden Winter bestritt er einige Rennen im Junior-Cup und nahm erneut an den Jugendweltmeisterschaften teil. Bei dieser sicherte sich der damals 16-jährige Este mit fehlerfreier Schießleistung überraschend die Goldmedaille im Sprint, womit er zum jüngsten Biathlon-Jugendweltmeister der Geschichte wurde. Eine weitere Medaille verpasste er an der Seite von Mark-Markos Kehva und Mehis Udam als Viertplatzierter der Staffel nur knapp. Im Winter 2022/23 bestritt Kulbin nur wenige Wettkämpfe, gewann aber am Saisonbeginn in Obertilliach einen Einzelwettkampf im Juniorcup. Im Januar 2024 gab der Este in Ridnaun sein Debüt im IBU-Cup und lief als 16. des Sprints sofort deutlich in die Punkteränge, daraufhin durfte er in Antholz erstmals ein Staffelrennen im Weltcup bestreiten und belegte mit Tuuli Tomingas, Regina Ermits und Kristo Siimer Platz 13. Bei den Weltmeisterschaften 2024 und beim Weltcup in Soldier Hollow lief er ebenfalls die Herrenstaffel, an letzterem Ort zudem erstmals einen Sprint, in welchem er als 48. sofort nah an die Punkteränge kam. Auch auf Juniorenebene konnte der Este überzeugen: Im Rahmen der Jugendweltmeisterschaften gewann er hinter Kasper Kalkenberg Silber im Massenstart, bei den Junioreneuropameisterschaften Bronze in Einzel und Sprint. Die eigentlich gewonnene Silbermedaille im Massenstart wurde ihm nach einem Nachladefehler aberkannt.
Die Saison 2024/25 startete Kulbin im IBU-Cup und wurde nach zwei Ergebnissen unter den besten 30 Mitte Dezember für das Weltcupteam nominiert. In Hochfilzen lief er mit Rene Zahkna, Mark-Markos Kehva und Mehis Udam auf Rang zehn und damit zum besten Herrenstaffelergebnis Estlands seit Januar 2016, in Le Grand-Bornand verpasste er in der Folgewoche als 42. der Verfolgung die Punkteränge nur um gut zwei Sekunden. Auch in Ruhpolding erreichten die estnischen Männer die Top 10 im Staffelrennen, im Februar 2025 nahm Kulbin wieder an den Weltmeisterschaften teil und erzielte im Einzel nach 18 Treffern Platz 32. Bei den Juniorenweltmeisterschaften verpasste er zudem als Vierter des Einzels eine Medaille nur um gut zwei Sekunden, im Rahmen der Militärweltspiele gewann er im Sprint hinter Éric Perrot und Joscha Burkhalter Bronze.

## Persönliches
Kulbin lebt in Tallinn.

## Statistiken

### Weltcupplatzierungen
Die Tabelle zeigt alle Platzierungen (je nach Austragungsjahr einschließlich Olympische Spiele und Weltmeisterschaften).
- 1.–3. Platz: Anzahl der Podiumsplatzierungen
- Top 10: Anzahl der Platzierungen unter den ersten zehn (einschließlich Podium)
- Punkteränge: Anzahl der Platzierungen innerhalb der Punkteränge (einschließlich Podium und Top 10)
- Starts: Anzahl gelaufener Rennen in der jeweiligen Disziplin
- Staffel: inklusive Mixed- und Single-Mixed-Staffeln

| Platzierung               | Einzel | Sprint | Verfolgung | Massenstart | Staffel | Gesamt |
| ------------------------- | ------ | ------ | ---------- | ----------- | ------- | ------ |
| 1. Platz                  |        |        |            |             |         |        |
| 2. Platz                  |        |        |            |             |         |        |
| 3. Platz                  |        |        |            |             |         |        |
| Top 10                    |        |        |            |             | 2       | 2      |
| Punkteränge               |        |        |            |             | 7       | 7      |
| Starts                    | 1      | 6      | 2          |             | 7       | 16     |
| Stand: Saisonende 2024/25 |        |        |            |             |         |        |

### Biathlon-Weltmeisterschaften
Ergebnisse bei den Weltmeisterschaften:
| Weltmeisterschaften | Weltmeisterschaften | Einzelwettbewerbe | Einzelwettbewerbe | Einzelwettbewerbe | Einzelwettbewerbe | Staffelwettbewerbe | Staffelwettbewerbe | Staffelwettbewerbe |
| Jahr                | Ort                 | Einzel            | Sprint            | Verfolgung        | Massenstart       | Herrenstaffel      | Mixedstaffel       | S.-M.-Staffel      |
| ------------------- | ------------------- | ----------------- | ----------------- | ----------------- | ----------------- | ------------------ | ------------------ | ------------------ |
| 2024                | Nové Město          | –                 | –                 | –                 | –                 | 17.                | –                  | –                  |
| 2025                | Lenzerheide         | 32.               | 58.               | DNF               | –                 | 11.                | –                  | –                  |

### Jugendweltmeisterschaften
Ergebnisse bei den Jugendweltmeisterschaften:
| Weltmeisterschaften | Weltmeisterschaften | Einzelwettbewerbe | Einzelwettbewerbe | Einzelwettbewerbe | Einzelwettbewerbe | Staffelwettbewerbe | Staffelwettbewerbe |
| Jahr                | Ort                 | Einzel            | Sprint            | Verfolgung        | Massenstart 60    | Herrenstaffel      | Mixedstaffel       |
| ------------------- | ------------------- | ----------------- | ----------------- | ----------------- | ----------------- | ------------------ | ------------------ |
| 2021                | Obertilliach        | 36.               | 45.               | 28.               | nicht ausgetragen | 8.                 | nicht ausgetragen  |
| 2022                | Soldier Hollow      | 13.               | 1.                | 21.               | nicht ausgetragen | 4.                 | nicht ausgetragen  |
| 2023                | Schtschutschinsk    | 27.               | –                 | –                 | nicht ausgetragen | DNS (Junioren)     | 15.                |
| 2024                | Otepää              | –                 | 5.                | nicht ausgetragen | 2.                | 9.                 | –                  |
| 2025                | Östersund           | 4.                | 35.               | nicht ausgetragen | 16.               | 11.                | –                  |

### Junior-Cup-Siege
Die Tabelle listet alle Siege im IBU-Junior-Cup:
| Nr. | Datum         | Ort          | Disziplin |
| --- | ------------- | ------------ | --------- |
| 1.  | 14. Dez. 2022 | Obertilliach | Einzel    |
| 2.  | 3. Feb. 2024  | Jakuszyce    | Sprint    |